# Girolamo Tartarotti
Girolamo Tartarotti (Rovereto, 2 gennaio 1706 – Rovereto, 16 maggio 1761) è stato un abate, letterato e filosofo italiano.
Chiamato anche Gerolamo Tartarotti, divenne famoso per aver contrastato i processi contro le streghe e per aver osteggiato la devozione per il vescovo del XII secolo Adelpreto, mettendone in discussione santità e martirio.

## Biografia
Girolamo Tartarotti nacque a Rovereto nel 1706 - a palazzo Del Bene (piazza Rosmini) - dal giureconsulto Francesco Antonio e da Olimpia Camilla Volani, discendente dell'antica famiglia dei Serbati.
Impersonò la figura dell'intellettuale che non si lascia limitare dal luogo nel quale nasce, cioè nel Trentino, lontano dai grandi centri culturali del tempo. Egli seppe anzi sfruttare le opportunità e le peculiarità della città di Rovereto, al confine tra mondo tedesco e italiano, in un periodo storico nel quale rifiorirono i commerci e i rapporti economici, grazie al suo trovarsi su una delle principali vie di comunicazione in Europa. Suo merito fu la capacità di tessere legami con intellettuali italiani e stranieri che risiedevano a Venezia, Roma, Salisburgo, Torino, Brescia, Vienna, Innsbruck, Utrecht e Parigi.
Studiò inizialmente nell'Imperial Regio Ginnasio di Rovereto e poi continuò come autodidatta. Si interessò di filosofia, che seguì presso l'Università di Padova sino a quando difficoltà economiche familiari non lo obbligarono a tornare nelle città natale.
Al suo ritorno si interessò personalmente per far insediare nella Città della Quercia la stamperia del tipografo veronese Pierantonio Berno e, nel 1730, fondò la prima accademia cittadina, l'Accademia dei Dodonei. Compì viaggi a Verona, dove conobbe Scipione Maffei e altri studiosi, poi ad Innsbruck, dove rimase alcuni mesi come precettore, e in seguito si trasferì a Roma, come segretario del Cardinale Domenico Silvio Passionei. 

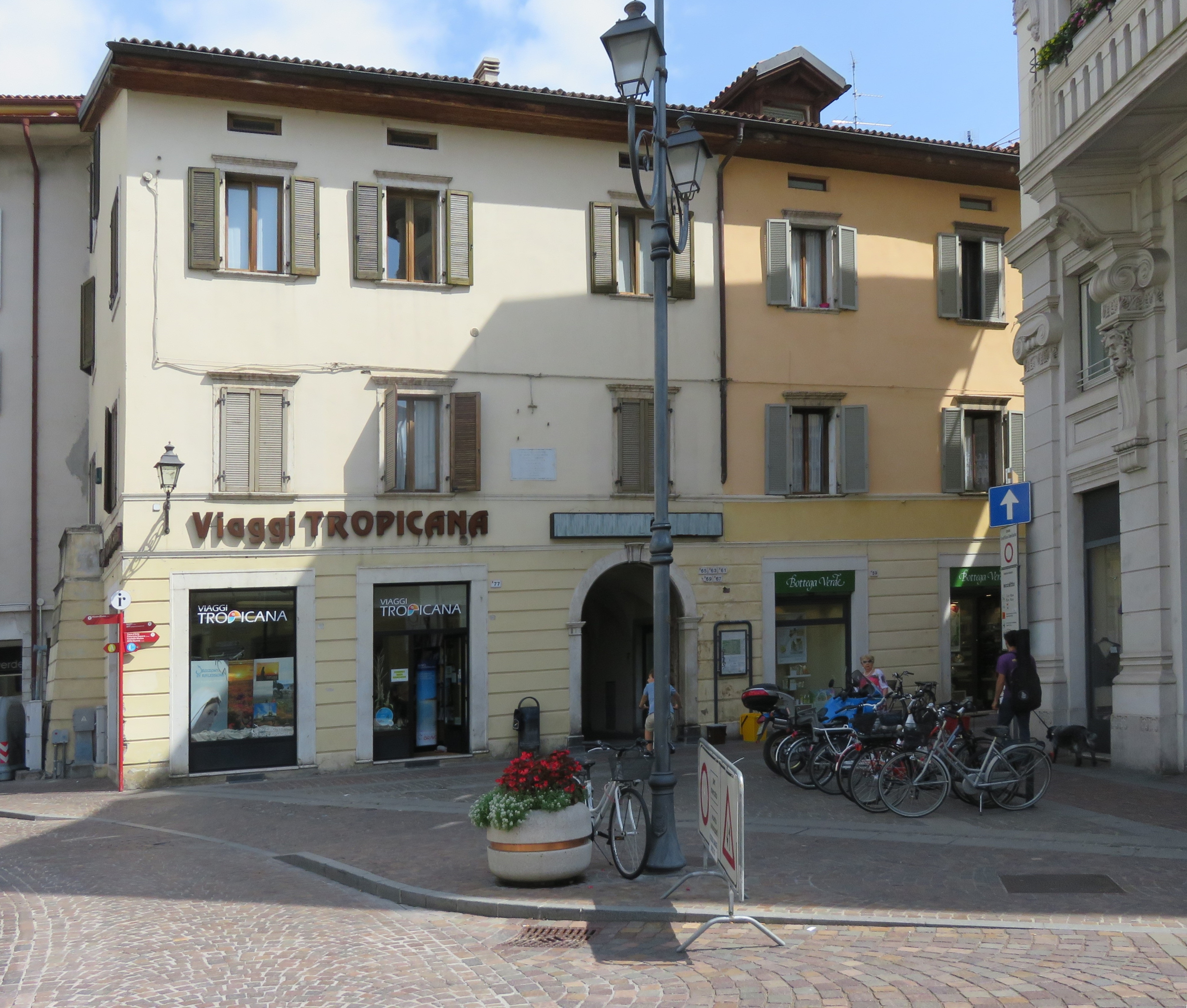
Casa dove abitò Girolamo Tartarotti, in Via Garibaldi 61, a Rovereto, prima di trasferirsi in Via della Terra

Dal 1730 al 1751, durante le sue permanenze roveretane, visse nella stessa casa dove abitavano Giuseppe Valeriano Vannetti e Bianca Laura Saibante, e dove questi iniziarono a tenere un vivace salotto letterario che portò, probabilmente su ispirazione dello stesso Tartarotti, alla nascita dell'Accademia degli Agiati.
Il soggiorno romano fu relativamente breve, per contrasti col Cardinale, quindi fece ritorno a Rovereto. Nel 1739, morì il fratello Jacopo, e nel 1741 si trasferì a Venezia, come collaboratore del futuro Doge Marco Foscarini. Nel 1743 ebbe discussioni anche con Foscarini e tornò ancora una volta a Rovereto, da dove non si allontanò più.
I viaggi di Girolamo Tartarotti furono in definitiva relativamente pochi e di breve durata, e trascorse la maggior parte della sua vita matura a Rovereto. Si dimostrò poco propenso ad accettare l'aiuto di ricchi mecenati che lo avrebbero limitato nella sua libertà e approfittò delle occasioni che gli venivano offerte lontano dalla sua città per comprare libri o incontrare altri studiosi.

## Lo studioso
Sin dagli anni giovanili Tartarotti si dedicò agli studi letterari interessandosi della poesia toscana e scrivendo egli stesso varie composizioni poetiche. Approfondì tematiche della filosofia scolastica e scrisse trattati critici nei confronti di questa. Collaborò con Angelo Calogerà per la sua Raccolta d'opuscoli scientifici e filologici, e venne in polemica con Trento dimostrando, in una sua pubblicazione, che la città tridentina divenne sede episcopale solo nel IV secolo e non al tempo dei primi apostoli.
Nel 1749 pubblicò Congresso notturno delle Lammie, la sua opera più nota, nella quale dichiarò inesistente la stregoneria come la si voleva descrivere al suo tempo, e questo sulla base della logica, della scienza e della stessa ortodossia dei cattolici. Al cap. XVI (Degli effetti della fantasia e che le streghe non meritano la pena di morte) del Libro II, citando il fresco caso di Domenica Pedrotti "la Zambanella", arsa a Nogaredo nel 1717 come strega (l'ultima a perire per tale colpa in terra trentina), definì il fenomeno della caccia alle streghe come «una credenza fantastica, opera di cervelli pazzi e teste strambe». Tartarotti non negò però l'esistenza della magia bianca, che considerava, a differenza della magia nera, fenomeno reale, erudito, materia di disquisizione filosofica, laddove invece Maffei pubblicò in quel medesimo anno la sua Arte magica dileguata, seguita da Arte magica distrutta (1750) e Arte magica annichilita (1754) dalle posizioni nettamente più illuministiche e radicali: l'uso della ragione non poteva che portare al disprezzo di qualsiasi forma di superstizione. Negli anni in cui si combatté quest'erudita contesa tra Tartarotti e Maffei, la cui eco intellettuale si sparse proficuamente in Europa divenendo strumento per tutti gli Illuministi impegnati nella critica alla stregoneria anzitutto per la definizione di una nuova giurisprudenza capace di valutare e pesare le superstizioni magiche, i processi alle streghe purtroppo seguitavano, sia al di là sia al di qua delle Alpi.
Collaborò con Ludovico Antonio Muratori pubblicando nel suo venticinquesimo tomo dei Rerum Italicarum scriptores le sue conclusioni relative alla cronaca di Andrea Dandolo e correggendone le fonti nelle sue basi documentarie.
Durante i suoi ultimi anni continuò nelle indagini storiche alla quali aveva dedicato gran parte della sua vita e arrivò a dimostrare, ad esempio, che era sbagliata la venerazione dei trentini per Adelpreto, Vescovo di Trento. La sua tesi era spiegata nella Lettera intorno alla santità e martirio di Alberto vescovo di Trento, del 1754. Uno dei suoi ultimi lavori, sempre legato a questo tema: Notizie istorico-critiche intorno al B.M. Adalpreto vescovo di Trento venne messa al rogo su disposizione del principe vescovo Francesco Felice Alberti di Enno nel 1761. Intanto la salute di Girolamo Tartarotti peggiorava, e lo studioso morì il 16 maggio dello stesso anno, senza sapere del suo libro bruciato a Trento. Fu sepolto nella chiesa arcipretale di San Marco dove una targa a lato della porta d'ingresso lo ricorda.

## La biblioteca
Sempre amante dei libri, quando non gli fu possibile viaggiare per acquistarli personalmente si affidò a contatti che col tempo divennero per lui preziosi per procurarseli. A Verona poté contare su Ottolino Ottolini, a Brescia su Gianmaria Mazzucchelli, a Modena su Ludovico Antonio Muratori e a Venezia su Gian Rinaldo Carli. A Rovereto fu molto vicino a Giuseppe Valeriano Vannetti, dal 1750 segretario dell'Accademia Roveretana degli Agiati, e anche da lui ebbe aiuti per procurasi i testi dei quali aveva bisogno per i suoi studi. Al Vannetti fu legato anche per altri motivi, essendo stato per vari anni precettore di Bianca Laura Saibante, futura moglie di Giuseppe Valeriano, e del fratello di lei, Francesco.
Il Tartarotti si procurò libri anche grazie a donazioni, eredità e prestiti.
Al momento della sua morte, per esplicita volontà testamentaria, la sua ricca biblioteca venne donata all'Ospedale dei Poveri Infermi di Loreto, retta dalla Confraternita dei Santi Rocco e Sebastiano. La Confraternita tuttavia, poco dopo, decise di metterla in vendita, offrendola per primo al Comune di Rovereto. In quell'occasione Giuseppe Valeriano Vannetti e Francesco Saibante si spesero affinché tale importante acquisizione culturale per Rovereto avesse successo, e l'atto di compravendita venne registrato il 22 gennaio 1764.

### La prima biblioteca pubblica a Rovereto
Nel 1764, tre anni dopo la morte di Tartarotti, venne così creata la prima biblioteca aperta al pubblico a Rovereto. Le intenzioni dello studioso non furono queste, tuttavia fu proprio il nucleo dei suoi testi ad essere destinato a questa importante iniziativa culturale, perché sino a quel momento esistevano in città solo biblioteche appartenenti a privati, come ad esempio quella dei Rosmini, dei Vannetti, dei Saibante, oppure conservate in conventi; si stava formando anche quella dell'Accademia Roveretana degli Agiati, sicuramente molto importante, ma nessuna di queste destinata alla consultazione di chiunque.
Il totale delle opere appartenenti a Tartarotti che confluì nella biblioteca ammontava originariamente a 2.027 volumi e a 13 manoscritti. Per quanto riguarda i luoghi di pubblicazione dei volumi, quasi il 30% di essi proveniva da Venezia.
I volumi raccolti durante tutta la vita da Girolamo Tartarotti costituirono così il primo nucleo della Biblioteca Civica di Rovereto, che in seguito fu a lui dedicata.

## Tartarotti e gli agiati
Lo studioso, come sopra ricordato, fu molto attivo a Rovereto e si spese per portare una maggior apertura culturale in città facilitando l'arrivo di un tipografo, fondando l'Accademia dei Dodonei, svolgendo il ruolo di precettore per due dei fondatori dell'Accademia Roveretana degli Agiati, ma non divenne mai un socio di quella istituzione.
Le ragioni del suo rifiuto di far parte di quell'Accademia, che pure rispondeva a molte delle esigenze che sentiva anche sue, furono diverse. La principale fu la forte inimicizia con Scipione Maffei, e il fatto che l'uomo di lettere veronese fosse entrato tra i primi come socio aggregato dell'associazione. Questo fece sì che non partecipasse alle riunioni del nascente sodalizio culturale roveretano.

## Opere

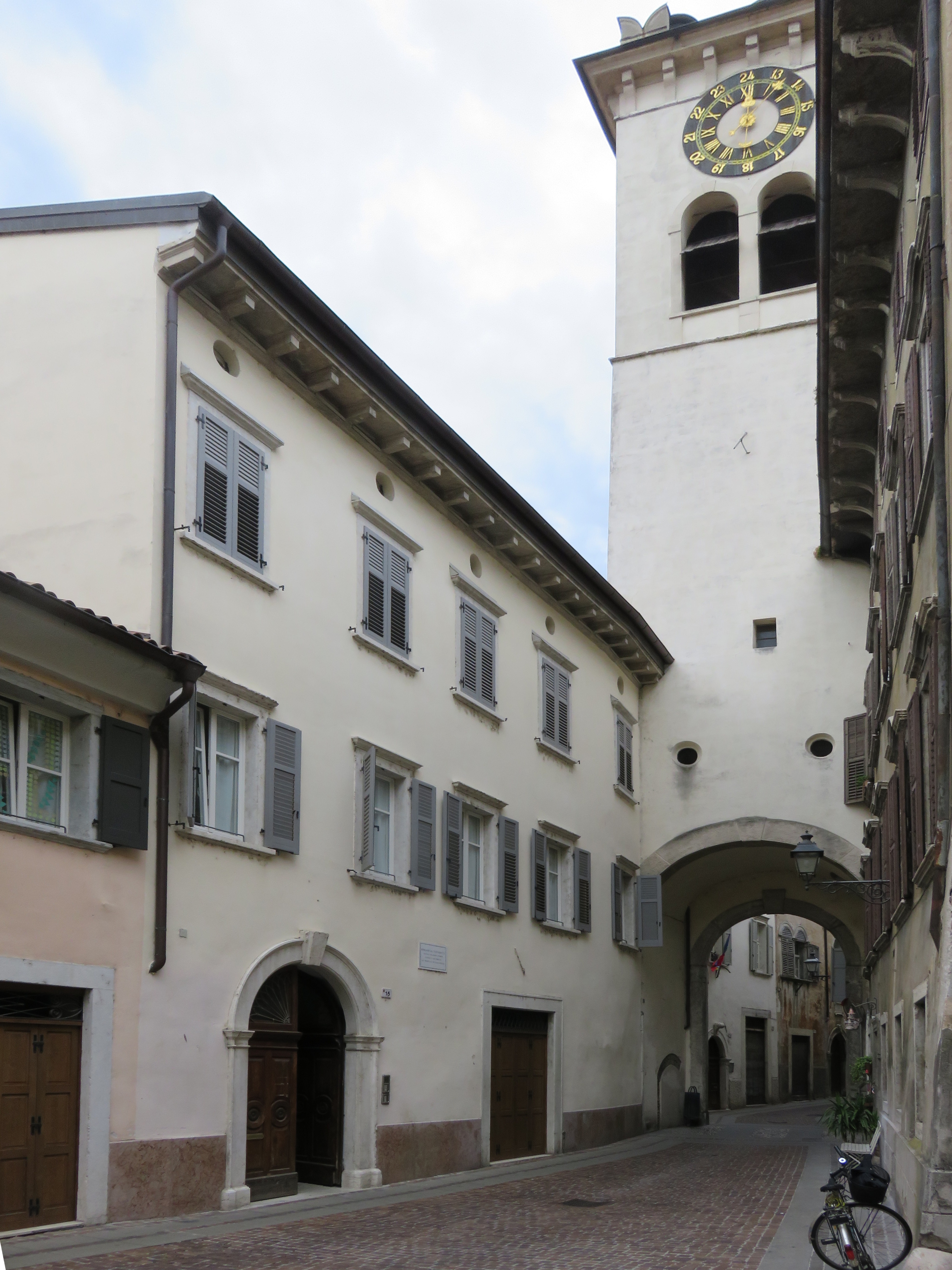
Casa di Girolamo Tartarotti, in via della Terra 15, a Rovereto

Si riporta qui una piccola selezione di alcuni lavori di Girolamo Tartarotti, da non intendersi come fonti di questa pagina ma come approfondimento e confronto.
- Ragionamento intorno alla poesia lirica toscana (1728)
- Delle disfide letterarie, o sia pubbliche difese di conclusioni (1735)
- De auctoribus ab Andrea Dandulo laudatis in Chronico Veneto (1751)
- Apologia del Congresso notturno delle Lammie (1751)
- Memorie antiche di Rovereto e dei luoghi circonvicini (1754)
- Apologia delle Memorie antiche di Rovereto (1758)
- Lettera seconda di un giornalista d'Italia ad un giornalista oltramontano sopra il libro intitolato: Notizie istorico-critiche intorno al b.m. Adalpreto Vescovo di Trento (1760)

Alcune opere pubblicate nella Raccolta d'opuscoli scientifici e filologici curata da Angelo Calogerà:
- Relazione d'un manoscritto dell'Istoria manoscritta di Giovanni Diacono veronese (1738)
- Dissertazione intorno all'arte critica (1740)
- Lettera al sig. N.N. intorno alla sua tragedia intitolata il Costantino (1741)
- Lettera intorno alla differenza delle voci nella lingua italiana (1745)

Alcune opere pubblicate postume:
- Osservazioni sopra la Sofonisba del Trissino con prefazione del cav. Clementino Vannetti (1784)
- La conclusione dei frati francescani riformati (postumo, 1785)
- Annotazioni al Dialogo delle false esercitazioni delle scuole d'Aonio Paleario (1795)